# Betoog
Een betoog is een verdediging van een standpunt, door het formuleren van argumenten en/of het ontkrachten van tegenargumenten. Anders dan bijvoorbeeld de verdediging van stellingen door de promovendus, bij een wetenschappelijke promotie, kenmerkt een betoog zich door de stelligheid waarmee het eigen standpunt verkondigd wordt, en het veelal subjectieve karakter van de gegeven argumenten.

## Structuur
De klassieke structuur van een betogende tekst bestaat uit vijf punten:
1. Exordium (opening): de spreker moet de aandacht en sympathie van de toehoorder winnen
2. Narratio (inleiding): het onderwerp wordt omschreven
3. Propositio (stellingname): de spreker maakt duidelijk wat hij denkt over het onderwerp
4. Argumentatio (argumentatie): de spreker somt de argumenten op die zijn standpunt ondersteunen
5. Peroratio (afsluiting): de spreker doet een oproep zijn zienswijze over te nemen

## Opzet
Een betoog wordt vaak in tekstvorm gepresenteerd. Het doel is een ander van een standpunt te overtuigen. Een betoog verschilt  hierin van een beschouwing, waar men het geven van verschillende argumenten centraal stelt en aan het eind tot een gewogen oordeel komt. Een betogende tekst begint vaak met een korte anekdote, waarop men een stelling baseert. In het middenstuk geeft men argumenten waarom de stelling de juiste is en aan het eind geeft men vaak een korte conclusie, waarin logischerwijs gesteld wordt dat de stelling inderdaad de juiste was.